# Wskaźnik jakości życia

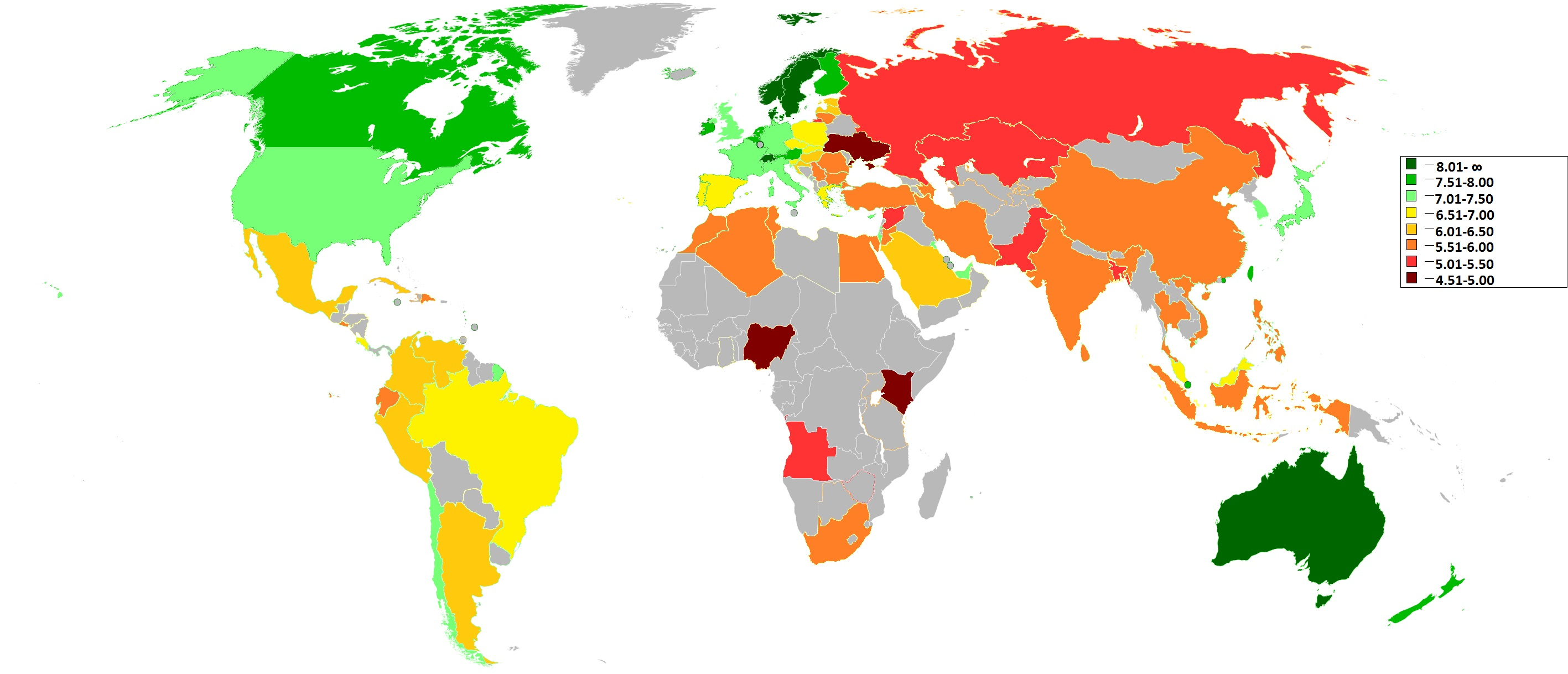
Państwa świata według wskaźnika jakości życia w 2013 roku (najlepsza jakość życia = ciemnozielony, najniższa jakość życia = brązowy)

Wskaźnik jakości życia (dawniej jako ang. quality of life index, obecnie where-to-be-born index) – wskaźnik opracowany przez brytyjski tygodnik „The Economist” dla odzwierciedlania poziomu życia i satysfakcji życiowej w poszczególnych krajach w sposób bardziej adekwatny niż przy użyciu tradycyjnych metod (wskaźnika wzrostu PKB lub wartości PKB per capita).
Szwajcaria, Australia i Norwegia zajmują najwyższe miejsca na świecie jeśli chodzi o jakość życia według rankingu z 2013 roku.

## Parametry
Cytat ze strony tygodnika: Economist Intelligence Unit opracował nowy wskaźnik jakości życia, oparty na metodyce łączącej rezultaty ankietowania subiektywnej satysfakcji życiowej z obiektywnymi czynnikami jakości życia w różnych państwach.
Parametry jakości życia oraz mierniki użyte do przedstawienia tych parametrów to:
1. sytuacja materialna – PKB na 1 osobę w USD według parytetu siły nabywczej. Źródło: Economist Intelligence Unit
2. zdrowie – oczekiwana długość życia, w latach. Źródło: US Census Bureau
3. stabilność polityczna i bezpieczeństwo – ocena stabilności politycznej i bezpieczeństwa. Źródło: Economist Intelligence Unit
4. życie rodzinne – wskaźnik rozwodów (na 1000 mieszkańców), wyrażony w skali od 1 (najniższy wskaźnik rozwodów) do 5 (najwyższy). Źródła: ONZ; Euromonitor
5. życie wspólnotowe – zmienna ta otrzymuje wartość 1, jeśli kraj ma wysoki wskaźnik uczęszczania do kościoła albo członkostwa w związkach zawodowych; w przeciwnym razie zero. Źródła: MOP; World Values Survey
6. klimat i geografia – szerokość geograficzna, dla rozróżnienia między klimatami gorącym i zimnym. Źródło: CIA World Factbook
7. bezpieczeństwo zatrudnienia – stopa bezrobocia, w procentach. Źródła: Economist Intelligence Unit; MOP.
8. wolność polityczna – wskaźniki wolności politycznych i praw obywatelskich, skala od 1 (całkowicie wolny) do 7 (bez wolności). Źródło: Freedom House
9. równość płci – proporcje średnich zarobków mężczyzn i kobiet, ostatnie dostępne dane. Źródło: UNDP Human Development Report[4]